# Loose socks

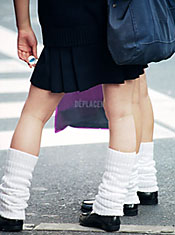
Dei loose socks in Giappone

I loose socks (ルーズソックス?, rūzu sokkusu, dall'inglese "calzini larghi, allentati") sono un tipo di calzettoni popolari tra le ragazze delle scuole superiori giapponesi da metà degli anni novanta, le cosiddette kogal, e tuttora in voga, di colore generalmente bianco (sebbene esistano anche neri e blu marino), molto larghi, che sembrano cadere dalla gamba. Vengono indossati molto al di sotto del ginocchio. Somigliano a degli scaldamuscoli, con la differenza che questi ultimi non ricoprono il piede.
In Giappone furono adottati come una moda derivata dalle uniformi scolastiche giapponesi. Inizialmente venivano indossati dalle ragazze nelle scuole superiori e in seguito anche alle scuole medie. Questo tipo di moda è molto popolare tra le ragazze delle scuole medie e soprattutto superiori ma è impopolare tra le ragazze più grandi, tanto che i loose socks sono diventati sinonimo di ragazze della scuola superiore e se portati da ragazze o donne più vecchie vengono generalmente visti come strani. Non sono entrati a far parte della moda tra bambine delle scuole elementari dato che i loose socks vengono indossati e sono associati all'uniforme scolastica usata nelle scuole medie e superiori, il fuku alla marinara.
Dato che questo accessorio attrae quasi esclusivamente ragazze dagli undici ai diciotto-diciannove anni, i loose socks non vengono considerati un grande investimento dalle industrie di abbigliamento e quindi non vengono pubblicizzati aggressivamente, come invece accade per altri tipi di accessori o indumenti.

## Storia
All'inizio degli anni novanta divenne molto di moda tra le adolescenti giapponesi, indossare delle minigonne che, verso la metà degli anni '90, venivano abbinate a dei calzettoni per accentuare le gambe scoperte e per ripararsi dal freddo.
Le due versioni più conosciute sono che la moda sia iniziata a Sendai nella prefettura di Miyagi o a Mito nella prefettura di Ibaraki. In entrambe le città le ragazze indossavano dei calzettoni larghi, dei loose socks appunto, per ripararsi dal freddo e per far sembrare più magre le gambe grasse. In seguito il fenomeno si è diffuso nelle grandi città come Osaka e Tokyo e poi nel resto nel paese, rimanendo comunque sempre legato quasi esclusivamente alle ragazze delle scuole superiori.
Il picco di popolarità dei loose socks si è verificato tra il 1996 e il 1998. In quel periodo nacquero varietà di loose socks come i super loose e i gom nuki loose, ovvero loose socks ai quali era stato rimosso l'elastico principale e che misuravano oltre due metri di lunghezza; venivano indossati principalmente dalle ragazze yamamba.
Alcune scuole proibirono i loose socks. Questo fatto attrasse l'attenzione dei mass media nei confronti dell'accessorio in questione come un elemento emblematico della cultura tra le ragazze delle scuole superiori.
Dopo il 1998, la popolarità di massa di questo tipo di calzini cominciò a scemare. Anche se l'uso in massa dei loose socks diminuì, restò comunque una tendenza affermata. Alcune ragioni per cui il successo di questo accessorio diminuì possono essere collegate al fatto che fosse diventata una moda di massa e che alcune scuole decretarono regolamenti che forzavano l'uso di calzettoni (in genere) con le uniformi scolastiche, mentre in altre scuole furono banditi.
Intorno al 2006 c'è stata una rinascita, sebbene su scala limitata, dei loose socks.

## Indossare i loose socks
I calzini importati e prodotti in Giappone, inizialmente, non erano affatto larghi ma stretti e spessi. Per portarli in modo che cadessero e risultassero larghi, le prime persone che indossavano i loose socks dovevano allargare manualmente i calzini in modo che il tessuto, in parte, cedesse. Oggigiorno vengono prodotti loose socks veri e propri, che vengono tenuti sulla gamba con un adesivo apposito. I loose socks vengono spesso abbinati a minigonne, scarpe Mary Jane e naturalmente ai fuku alla marinara.